# Prunus syodoi
Prunus syodoi är en rosväxtart som beskrevs av Takenoshin Nakai. Prunus syodoi ingår i släktet prunusar, och familjen rosväxter. Inga underarter finns listade i Catalogue of Life.